# 송하국민학교
송하국민학교는 경상북도 영양군 수비면 가천로 607(송하리 367-1)에 있었던 초등학교이다.

## 연혁
- 1935년 5월 30일 송하간이학교(松下簡易學校) 개교
- 1944년 3월 20일 송하국민학교 설립 인가
- 1944년 4월 14일 송하국민학교 개교
- 1947년 11월 5일 송하국민학교 기산분교장 개교
- 1971년 3월 1일 기산국민학교 승격 분리
- 1971년 6월 2일 수비국민학교 죽파분교장 편입
- 1980년 11월 30일 서울 연암국민학교와 자매결연
- 1987년 3월 5일 병설유치원 개원
- 1992년 3월 1일 죽파분교장 폐교 및 수비국민학교 통폐합
- 1994년 3월 1일 폐교 및 일월국민학교 통합